# باول كرودر (لاعب هوكي الجليد)
باول كرودر هو لاعب هوكي الجليد كندي، ولد في 12 فبراير 1985 في فيكتوريا في كندا.

## وصلات خارجية
- باول كرودر على موقع دوري الهوكي الوطني (الإنجليزية)
- باول كرودر على موقع EliteProspects.com (الإنجليزية)
- باول كرودر على موقع HockeyDB.com (الإنجليزية)